# Didone ed Enea
Dido and Æneas è un'opera in tre atti di Henry Purcell, su libretto di Nahum Tate. Rappresentata per la prima volta a Chelsea (Londra) probabilmente l'11 aprile del 1689 in un convitto per giovani gentildonne, per l'incoronazione di Guglielmo III d'Orange e Maria II Stuart, costituisce l'opera più celebre di Purcell e un capolavoro assoluto del melodramma britannico.

## Caratteri
Divisa in tre brevi atti, l'opera tratta del soggiorno di Enea (protagonista dell'Eneide di Virgilio, in inglese Æneas) a Cartagine, ospite della regina Didone (in inglese Dido).  Fra i due scoppierà un amore maledetto che si concluderà, come vuole la tradizione, con la partenza dell'eroe, destinato a fondare Roma, e il suicidio di Didone.
L'opera si apre con un ouverture alla francese, divisa in un primo movimento serio e maestoso, tendente ad evocare un'immagine di regalità, e in una seconda parte più vivace, in cui il crescendo sottolinea la violenza e la malvagità che troveremo nell'opera.

## Personaggi
| Personaggio                                                                                                  | Tipologia vocale              |
| --- | ----------------------------- |
| Dido (Didone, nota anche come Elissa), regina di Cartagine                                                   | soprano/mezzosoprano          |
| Belinda, sorella di Didone e dama di compagnia                                                               | soprano                       |
| Second Woman, seconda dama di compagnia                                                                      | soprano/mezzosoprano          |
| Æneas (Enea), principe troiano                                                                               | tenore                        |
| Sorceress, strega                                                                                            | mezzosoprano o basso-baritono |
| First Enchantress, prima fattucchiera                                                                        | mezzosoprano                  |
| Second Enchantress, seconda fattucchiera                                                                     | mezzosoprano                  |
| Spirit, spirito sotto la forma di Mercurio                                                                   | contralto                     |
| First Sailor, primo marinaio                                                                                 | mezzosoprano o tenore         |
| coro, SATB: tutti i componenti del coro rappresentano successivamente cortigiani, streghe, cupìdi e marinai. |                               |

## Sinossi

### Atto I
Didone ha accolto nel suo palazzo a Cartagine Enea, fuggito con i suoi dalla distruzione di Troia. La sorella e confidente Belinda, accortasi che Didone è turbata, le parla del radioso futuro che la attende, ma Didone le dice che è in preda a un tormento che non può confessare. Belinda, rendendosi conto dell'origine amorosa del tormento e fiduciosa in un'alleanza con i troiani, invita Didone al matrimonio con Enea. La regina rimane titubante, ma quando l'eroe viene ammesso a corte, accetta alla fine le sue profferte d'amore.

### Atto II
Scena I
Nella grotta di una maga, sono convocate le streghe sue compagne perché partecipino alla preparazione della rovina di Cartagine e di Didone. Il piano è quello di inviare un folletto ad Enea, perché, sotto le sembianze di Mercurio, lo solleciti a riprendere il mare ed a far vela per l'Italia, meta del suo destino, abbandonando così nella disperazione l'amante Didone. Per incanto le streghe scatenano una fragorosa tempesta affinché Didone ed Enea siano obbligati a cessare la caccia a cui si stanno dedicando, ed a rientrare precipitosamente a corte. Compiuto l'incantesimo scompaiono con fragore di tuono.
Scena II
Didone ed Enea, accompagnati dai loro seguiti, si sono fermati in uno splendido boschetto e sono intenti nelle attività ricreative connesse con la caccia, quando la regina, udendo l'approssimarsi del temporale, invita la sorella a predisporre per il sollecito rientro di tutti al riparo della corte. Restato solo in scena, Enea viene avvicinato dal folletto inviato dalla maga, il quale, spacciandosi per Mercurio, riferisce all'eroe il comando di Giove di non prolungare oltre il suo soggiorno cartaginese e di riprendere al più presto il mare per compiere il suo destino di fondatore di una nuova Troia su suolo latino. Enea, lamentando la sua triste sorte, deve acconsentire sottomettendosi al volere degli dèi.

### Atto III
Scena (I)
Al porto, i marinai cantano lieti per l'imminente partenza. La maga e le streghe osservano la scena, esultando per la sventura che incombe su Cartagine, e decidono di perseguitare Enea quando sarà in mare con una tempesta. Segue un ballo in tre parti con la partecipazione generale.
Scena (II)
A palazzo, Didone e Belinda sono angosciate per la scomparsa di Enea, e i più foschi presentimenti della regina sono confermati quando l'eroe riappare informandola della sua prossima partenza per volere degli dèi. Didone l'accusa allora d'ipocrisia e rifiuta sdegnosamente, come un ripiego, la disponibilità che Enea le dichiara a rimanere comunque a Cartagine a dispetto di tutto: il solo aver pensato di abbandonarla lo rende indegno di lei.
Partito l'eroe, Didone, non potendo più vivere senza di lui, si abbandona alla morte tra le braccia della sorella profondendosi nello struggente lamento, "When I am laid in earth", che costituisce uno dei brani più famosi di tutta la storia del melodramma. Sulla sua tomba compaiono allora gli amorini e il coro li prega di vegliare per sempre sull'anima della sfortunata regina.

## Registrazioni
| Anno | Cast (Didone, Enea, Belinda, Strega)                                     | Direttore            | Etichetta           |
| ---- | ------------------------------------------------------------------------ | -------------------- | ------------------- |
| 1965 | Victoria de los Ángeles, Peter Glossop, Heather Harper, Patricia Johnson | John Barbirolli      | EMI                 |
| 1977 | Tatiana Troyanos, Richard Stilwell, Felicity Palmer, Patricia Kern       | Raymond Leppard      | Erato               |
| 1982 | Ann Murray, Anton Scharinger, Rachel Yakar, Trudeliese Schmidt           | Nikolaus Harnoncourt | Teldec              |
| 1985 | Guillemette Laurens, Philippe Cantor, Jill Feldman, Dominique Visse      | William Christie     | Harmonia Mundi      |
|      | Jessye Norman, Thomas Allen, Patricia Kern, Marie McLaughlin             | Raymond Leppard      | Philips             |
| 1990 | Carolyn Watkinson, George Mosley, Ruth Holton, Teresa Shaw               | John Eliot Gardiner  | Philips             |
| 1998 | Lynne Dawson, Gerald Finley, Rosemary Joshua, Susan Bickley              | René Jacobs          | Harmonia Mundi      |
| 1998 | Anne Sofie von Otter, Lynne Dawson, Stephen Varcoe, Nigel Rogers         | Trevor Pinnock       | Deutsche Grammophon |
| 2003 | Susan Graham, Ian Bostridge, Camilla Tilling, Felicity Palmer            | Emmanuelle Haïm      | Virgin Classics     |
| 2007 | Simone Kermes, Dimitris Tiliakos, Deborah York, Oleg Ryabtes             | Teodor Currentzis    | Alpha               |